# Lista de pinturas de Amadeo de Souza-Cardoso

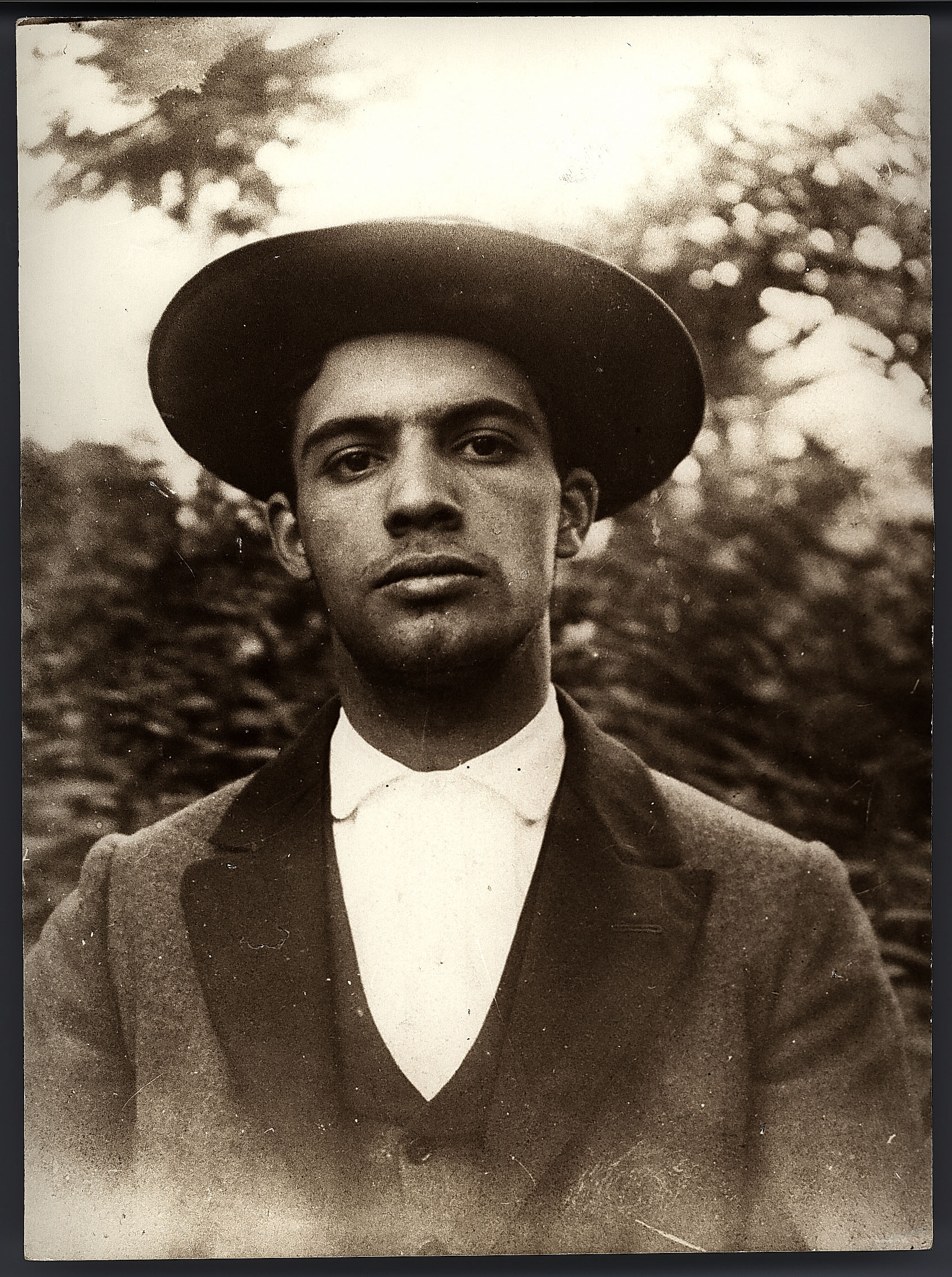
Amadeo de Souza-Cardoso

Esta é uma lista de pinturas do pintor português Amadeo de Souza-Cardoso.
Amadeo de Souza-Cardoso nasceu em Manhufe, Amarante, em 1887 e morreu em Espinho, em 1918. Interessou-se inicialmente por arquitetura, tendo ido viver para Paris, em 1906, onde viveu até 1914, com longas estadas de verão em Espinho. O seu interesse artístico alargou-se primeiro ao desenho e à caricatura e depois à pintura e, em 1909, ingressa na Académie Vitti. O seu convívio que se restringia ao círculo português alarga-se, tendo desenvolvido uma estreita amizade com Modigliani com que expôs de 1910 a 1912. Contacta também com Picasso, Alexander Archipenko, Brancusi, os Delaunay, Juan Gris, e outros, participando ativamente no movimento vanguardista. Notam-se várias influências no seu trabalho em que se misturam folclore e a estética dos Ballets Russes, a pintura primitiva, Modigliani, o Jugendstil, o cubismo e o futurismo.
Participa no Salon des Indépendants (1911, 1912 e 1914) e no X Salon d’Automne (1912). Em 1913, participa na primeira grande exposição vanguardista nos Estados Unidos, o Armory Show, e contacta com o Expressionismo alemão, que terá reflexo na sua obra, participando também no Primeiro Salão de Outono Alemão de Berlim. A eclosão da Grande Guerra, em 1914, obriga Amadeo a regressar a Manhufe.
Os últimos anos do artista, que morreu prematuramente em 1918, foram anos de trabalho intenso que frutificaram numa obra marcante da arte portuguesa do século XX, mas foi também uma época de solidão e incompreensão, como se verificou na sua exposição individual "Abstracionismo" (Porto e Lisboa, 1916), que nem o apoio entusiasta do grupo futurista português conseguiu esbater.
| Imagem | Título                                                                       | Data de publicação | Retrata                           | Coleção                                                                  | Descrito em |
| ------ | ---------------------------------------------------------------------------- | ------------------ | --------------------------------- | ------------------------------------------------------------------------ | ----------- |
|        | Cafés de Paris                                                               | 1908               |                                   | Museu Nacional de Arte Contemporânea do Chiado                           |             |
|        | Paris Café - Jogo de Cartas                                                  | 1908               |                                   | Museu Nacional de Arte Contemporânea do Chiado                           |             |
|        | A Woman                                                                      | 1908               |                                   |                                                                          |             |
|        | Brasserie Dumesnil                                                           | século XX          | brasserie Dumesnil                | Museu Nacional de Arte Contemporânea do Chiado                           |             |
|        | Retrato de Alexandre Ferraz de Andrade                                       | 1910               |                                   | Fundação Calouste Gulbenkian                                             |             |
|        | Paisagem                                                                     | 1910               |                                   |                                                                          |             |
|        | Sem título (Natureza-morta)                                                  | 1910               |                                   | Centro de Arte Moderna Gulbenkian                                        |             |
|        | Saut du Lapin                                                                | 1911               | coelho Plantae flor               | Art Institute of Chicago                                                 |             |
|        | Os galgos                                                                    | 1911               | Galgo espanhol galgo inglês lebre | Centro de Arte Moderna Gulbenkian                                        |             |
|        | Clown, Cavalo, Salamandra                                                    | década de 1910     |                                   | Centro de Arte Moderna Gulbenkian                                        |             |
|        | Sem título (Bellevue)                                                        | 1911               |                                   | Fundação Calouste Gulbenkian                                             |             |
|        | Antes da Corrida                                                             | 1912               |                                   | Fundação Calouste Gulbenkian Museu Calouste Gulbenkian                   |             |
|        | Paisagem Manhufe                                                             | 1912 1913          |                                   | Museu Calouste Gulbenkian                                                |             |
|        | Título desconhecido (Montanhas)                                              | 1912               |                                   | Centro de Arte Moderna Gulbenkian                                        |             |
|        | Paisagem                                                                     | 1912               |                                   | Art Institute of Chicago                                                 |             |
|        | Cozinha da Casa de Manhufe                                                   | 1913               |                                   | Centro de Arte Moderna Gulbenkian                                        |             |
|        | Les Cavaliers                                                                | 1913               |                                   | Museu Nacional de Arte Moderna Museu Fabre                               |             |
|        | Menina dos Cravos                                                            | 1913               |                                   | Museu do Caramulo                                                        |             |
|        | Procissão Corpus Christi                                                     | 1913               |                                   | Centro de Arte Moderna Gulbenkian                                        |             |
|        | Retrato de Francisco Cardoso                                                 | 1912 1913          |                                   | Museu Municipal Amadeo de Souza-Cardoso                                  |             |
|        | Título desconhecido (Barcos)                                                 | 1913               |                                   | Centro de Arte Moderna Gulbenkian                                        |             |
|        | Cabeça                                                                       | 1913               |                                   | Centro de Arte Moderna Gulbenkian                                        |             |
|        | A fortaleza                                                                  | 1913               |                                   | Art Institute of Chicago                                                 |             |
|        | Cabeça                                                                       | 1913               |                                   | Museu Nacional de Arte Contemporânea do Chiado                           |             |
|        | Sem título 1913                                                              | 1913               |                                   | Fundação Calouste Gulbenkian                                             |             |
|        | Sem título (Natureza morta)                                                  | 1913               |                                   | Museu Nacional de Arte Contemporânea do Chiado                           |             |
|        | Cabeça (c.1913-1915)                                                         | 1913               |                                   | Museu Nacional de Arte Contemporânea do Chiado                           |             |
|        | Sem título (1913)                                                            | 1913               |                                   | Fundação Calouste Gulbenkian                                             |             |
|        | Tristezas, Cabeça                                                            | 1913               |                                   | Museu Nacional de Arte Contemporânea do Chiado                           |             |
|        | Sem título (Fiandeira)                                                       | 1913               |                                   | No/unknown value                                                         |             |
|        | Cabeça (MNAC)                                                                | 1913               |                                   | Museu Nacional de Arte Contemporânea do Chiado                           |             |
|        | Cozinha da Casa de Manhufe                                                   | 1913               |                                   |                                                                          |             |
|        | Brook House                                                                  | 1913               |                                   | Museu Nacional de Arte Contemporânea do Chiado                           |             |
|        | Pintura                                                                      | 1914               |                                   | Museu Municipal Amadeo de Souza-Cardoso                                  |             |
|        | Pelas Janelas (Desdobramento - Intersecção)                                  | 1914               |                                   | Museu Coleção Berardo                                                    |             |
|        | Broken Crystal Heart Diamond                                                 | 1914               |                                   | Fundação Calouste Gulbenkian                                             |             |
|        | Casa Rústica                                                                 | 1914               |                                   | Museu Nacional de Arte Contemporânea do Chiado                           |             |
|        | A Chalupa                                                                    | 1914               |                                   | Museu Calouste Gulbenkian                                                |             |
|        | Paisagem com figura negra                                                    | 1914 1915          |                                   | Museu Calouste Gulbenkian                                                |             |
|        | Mulher decepada - aniquilamento da graça                                     | 1914               |                                   | Fundação Calouste Gulbenkian                                             |             |
|        | Dom Quixote                                                                  | 1914               | Dom Quixote                       | Museu Calouste Gulbenkian                                                |             |
|        | Moinho 9                                                                     | 1914               |                                   | Museu Nacional de Arte Contemporânea do Chiado                           |             |
|        | Cavaquinho                                                                   | 1914               |                                   | Museu Municipal Amadeo de Souza-Cardoso No/unknown value                 |             |
|        | Crime Abismo Azul Remorso físico                                             | 1914               |                                   | No/unknown value Museu Municipal Amadeo de Souza-Cardoso                 |             |
|        | Música Surda                                                                 | 1914               |                                   | Museu de Arte Contemporânea Armando Martins                              |             |
|        | Central 12                                                                   | 1914               |                                   | Museu Calouste Gulbenkian                                                |             |
|        | O Rata                                                                       | 1914               |                                   |                                                                          |             |
|        | Expressão das Coisas                                                         | 1914               |                                   |                                                                          |             |
|        | Sem título                                                                   | 1914               |                                   | Museu Coleção Berardo                                                    |             |
|        | A casita clara – paisagem                                                    | década de 1910     |                                   | Centro de Arte Moderna Gulbenkian                                        |             |
|        | Canção do Açude - Um Poema em Cor                                            | 1915               |                                   | Museu Nacional de Arte Contemporânea do Chiado                           |             |
|        | Sem título (moinho de água)                                                  | 1915               |                                   | Fundação Calouste Gulbenkian                                             |             |
|        | Força amor raiva                                                             | 1915               |                                   | Museu Calouste Gulbenkian                                                |             |
|        | Mucha                                                                        | 1915               |                                   | Fundação Calouste Gulbenkian                                             |             |
|        | Oceano vermelhão azul cabeça AZUL (continuidades simbólicas) Rouge bleu vert | 1915               |                                   | Museu Calouste Gulbenkian                                                |             |
|        | Janela azul                                                                  | 1915               |                                   | Museu Municipal Amadeo de Souza-Cardoso                                  |             |
|        | Azenhas telégrafo                                                            | 1915               |                                   | Museu Municipal Amadeo de Souza-Cardoso                                  |             |
|        | Meunier                                                                      | 1915               |                                   | Fundação Calouste Gulbenkian                                             |             |
|        | Smoker with a cigarette-holder                                               | 1915               |                                   | Museu Calouste Gulbenkian                                                |             |
|        | Sem título (c. 1915)                                                         | 1915               |                                   | Museu Calouste Gulbenkian                                                |             |
|        | Violoncelo                                                                   | 1915               |                                   | Museu Calouste Gulbenkian                                                |             |
|        | Paisagem Verde                                                               | 1915               |                                   |                                                                          |             |
|        | Canção Popular a Russa e o Fígaro                                            | 1916               |                                   | Centro de Arte Moderna Gulbenkian                                        |             |
|        | Sem título (Janelas do pescador)                                             | 1916               | janela                            | Museu Nacional de Arte Contemporânea do Chiado Museu Calouste Gulbenkian |             |
|        | Título desconhecido                                                          | 1916               |                                   | Museu Calouste Gulbenkian                                                |             |
|        | Trou de la serrure PARTO DA VIOLA Bon ménage Fraise avant garde              | 1916               |                                   | Museu Calouste Gulbenkian                                                |             |
|        | Vida dos Instrumentos                                                        | 1916               |                                   | Museu Calouste Gulbenkian                                                |             |
|        | Canção popular e pássaro do Brasil                                           | 1916               |                                   | Museu Municipal Amadeo de Souza-Cardoso                                  |             |
|        | Even Odd 1 2 1                                                               | 1916               |                                   |                                                                          |             |
|        | Canção popular                                                               | 1916               |                                   |                                                                          |             |
|        | Sem título (Entrada)                                                         | 1917               |                                   | Centro de Arte Moderna Gulbenkian                                        |             |
|        | Coty                                                                         | 1917               |                                   | Centro de Arte Moderna Gulbenkian                                        |             |
|        | Sem título (ZINC)                                                            | 1917               |                                   | No/unknown value                                                         |             |
|        | Título desconhecido (BRUT 300 TSF)                                           | 1917               |                                   | Museu Calouste Gulbenkian                                                |             |
|        | Título desconhecido (Máquina registadora)                                    | 1917               |                                   | Museu Calouste Gulbenkian                                                |             |
|        | Título desconhecido (LA)                                                     | 1918               |                                   | Centro de Arte Moderna Gulbenkian                                        |             |
|        | Study B                                                                      |                    |                                   |                                                                          |             |
|        | Untitled I                                                                   |                    |                                   |                                                                          |             |

∑ 78 items.